# Radio Clásica
Radio Clásica és una emissora de ràdio espanyola d'àmbit nacional pertanyent a la cadena pública Radio Nacional de España. Va néixer el 22 novembre 1965 amb el nom de Segundo Programa de RNE. Després de ser rebatejada amb el nom de Radio 2, el 1994 adopta la denominació actual 
Els continguts se centren fonamentalment en la música clàssica. També emet programes especialitzats en altres músiques que no tenen cabuda en les ràdios comercials: folklore, jazz, flamenc, sarsuela, òpera i cançons populars. A més, té programes culturals dedicats a la pedagogia, la literatura o la dansa.
Radio Clásica col·labora activament amb la Unió Europea de Radiodifusió, l'Orquestra i Cor de RTVE, l'Orquestra i Cor Nacional d'Espanya, l'Orquestra Simfònica de Barcelona i Nacional de Catalunya, la Fundació Juan March o el Liceu en la retransmissió de Concerts en directe.

## Programes de Radio Clásica
Radio Clásica de RNE emet diàriament 19 hores de programació en directe. A més, ha incrementat la música en directe i ha incorporat una generació de joves periodistes i musicòlegs: Eva Sandoval i Jon Bandrés amb Té para tres, un programa de sobretaula, relaxat, elegant i cultural; Mikaela Vergara i Diego Requena que ens expliquen a Lo que hay que oír l'actualitat de la música clàssica tant espanyola com internacional, i Beatriz Torío i Martín Lladó que presenten a la tarda-nit Acompasa2 dedicat a les novetats discogràfiques, amb l'objectiu d'apropar als joves ia tots els públics els gèneres clàssics musicals i la cultura.
Des de les 7:00 fins a les 23:00, Radio Clásica de RNE emet quatre programes produïts i realitzats per l'emissora: l'espai despertador Café con suite, a les 7:00; un magazín d'actualitat cultural Lo que hay que oír, a les 10:00, un espai cultural i poètic a l'hora del cafè Té para tres, a les 16:00, i un programa musical animat de tarda Acompasa2, a les 19:00 on tindran la seva presència les músiques més actuals.
Com sempre, a Radio Clásica de RNE la música en directe és un pilars de la seva programació. Per aquest motiu, l'emissora retransmet el màxim possible de concerts en directe. Als espais habituals d'Europa en la onda, Fila Cero y Los Conciertos de Radio Clásica, s'hi afegeixen les retransmissions dels concerts de la temporada de l'Orquestra Nacional d'Espanya i de l'Orquestra Nacional de Catalunya, i un nou espai per a la música en directe i entrevistes: Música sobre la marcha.
A més, cada dia, de dilluns a divendres, a les 23:00, Radio Clásica de RNE amb el programa Sólo canciones, que tracta de la cançó. Deu especialistes, entre els quals trobem Polo Vallejo, José Luis Rubio, Luis Gago i Mikaela Vergara obriran una finestra al món de les cançons, vistes des d'angles molt diferents, i unificades per idiomes, espais geogràfics i altres criteris diversos.

## Directors de Radio Clásica
- Arturo Reverter i Gutiérrez de Terán (1982-1986)
- José María Quero (1986-1989)
- Arturo Reverter i Gutiérrez de Terán (1990)
- Miguel Alonso Gómez (1991)
- Adolfo Gross (1992-2004)
- José Manuel Berea (2004-2008)
- Fernando Palacios (2008-2010)
- Ana Vega Toscano (2010-2014)
- Carlos Sandúa (2014-actualidad)